# Current Opinion in Drug Discovery and Development
Current Opinion in Drug Discovery and Development, abgekürzt Curr. Opin. Drug Discov. Dev., war eine wissenschaftliche Fachzeitschrift, die vom Thomson Reuters-Verlag veröffentlicht wurde. Die Zeitschrift erschien erstmals 1998 und wurde im Jahr 2010 eingestellt (Laut Abfrage mit der ISSN bei der Zeitschriftendatenbank vom 27. November 2013).
Der Impact Factor wurde letztmals für das Jahr 2012 ermittelt, damals lag er bei 5,121. Nach der Statistik des ISI Web of Knowledge wurde das Journal mit diesem Impact in der Kategorie Pharmakologie und Pharmazie an 20. Stelle von 261 Zeitschriften geführt.